# NGC 3116
NGC 3116 је елиптична галаксија у сазвежђу Мали лав која се налази на NGC листи објеката дубоког неба.
Деклинација објекта је + 31° 5' 54" а ректасцензија 10h 6m 45,0s. Привидна величина (магнитуда) објекта NGC 3116 износи 14,5 а фотографска магнитуда 15,5. NGC 3116 је још познат и под ознакама MCG 5-24-12, CGCG 153-17, ARAK 230, NPM1G +31.0178, PGC 29383.